# Kostel svatého Václava (Úterý)
Kostel svatého Václava je barokní sakrální stavba, která stojí na návrší poblíž hřbitova na severozápadním okraji města Úterý v okrese Plzeň-sever v Plzeňském kraji. Kostel, charakterizovaný jako stavba prvořadé památkové hodnoty, je zapsaný v Ústředním seznamu kulturních památek České republiky. Hřbitovní kostel sv. Václava, který je ve vlastnictví kanonie premonstrátů v Teplé, je součástí městské památkové zóny Úterý, vyhlášené v roce 1992.

## Historie
Po nepříznivém období 17. století, v jehož první polovině bylo Úterý během třicetileté války postiženo vpády cizích vojsk a v pozdějších dekádách také několika velkými požáry, se městu začalo na počátku 18. století dařit poněkud lépe. Po posledním velkém požáru z roku 1694, který zničil téměř celé město. byly již znovu postaveny nejvýznamnější budovy, jako například radnice nebo kostel Narození svatého Jana Křtitele, který byl vysvěcen v roce 1698. Ve městě pokračoval rozvoj řemesel, dle dobových pramenů zde v roce 1707 působilo několik cechů, sdružujících celkem 15 řemesel.

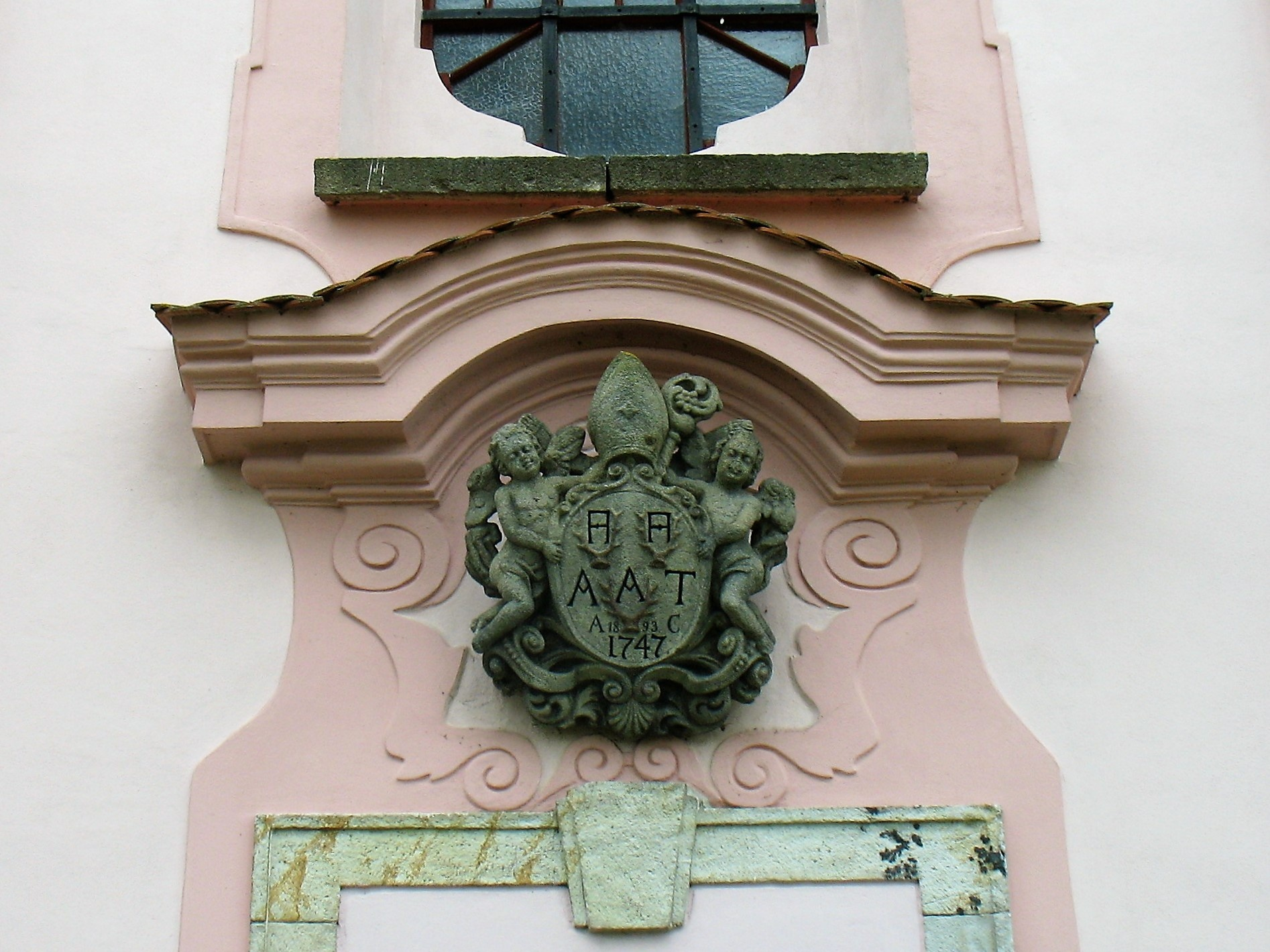
Znak tepelského kláštera nad vstupem do kostela

Tento příznivý vývoj narušil další ničivý požár, k němuž došlo v roce 1732. O pět let později byl na úterském náměstí vztyčen mariánský sloup.
Na návrší nad městem údajně dříve stávala starší dřevěná kaple – podle některých zdrojů kaple svatého Jana Křttitele, postavená horníky z místních středověkých dolů, podle jiných zdrojů to byla kaple svatého Václava z roku 1660. Dřevěná kaple musela být kvůli svému špatnému stavu stržena a místo ní zde byl v roce 1747 postaven barokní kostel svatého Václava..V Památkovém katalogu NPÚ je uvedeno, že se pravděpodobně jedná o dílo věhlasného barokního stavitele Kiliána Ignáce Dientzenhofera.
Koncem 18. století byl kolem kostela svatého Václava zřízen hřbitov, který sem byl přemístěn od kostela Narození svatého Jana Křtitele, nacházejícího se dole ve městě, avšak zanedlouho se obyvatelé Úterý opět vrátili k pohřbívání svých blízkých na starém hřbitově. Teprve až v roce 1894 byl na prostranství západně od kostela svatého Václava založen nový městský hřbitov, který je od té doby stále využíván.
Kostel svatého Václava byl renovován v roce 1893. V roce 1910 byl úterským okrašlovacímn spolkem v okolí kostela založen park. U dolního konce aleje, vedoucí ke kostelu, byla na místě starších božích muk postavena novorománská kaple.
Kostel svatého Václava, spravovaný kanonií premonstrátů v Teplé, který je v některých úředních dokumentech mylně označovaný jako kaple, má vyšší právní status filiálního kostela, ovšem pravidelné bohoslužby se zde nekonají.

## Popis
Centrální sálový prostor kostela je vybudovaný na čtvercovém půdorysu. Interiér kostelní lodi člení svazkové pilastry, nesoucí úseky kladí, na kterých spočívají lunety kopulové klenby, vyplněné freskou s postavami světců.

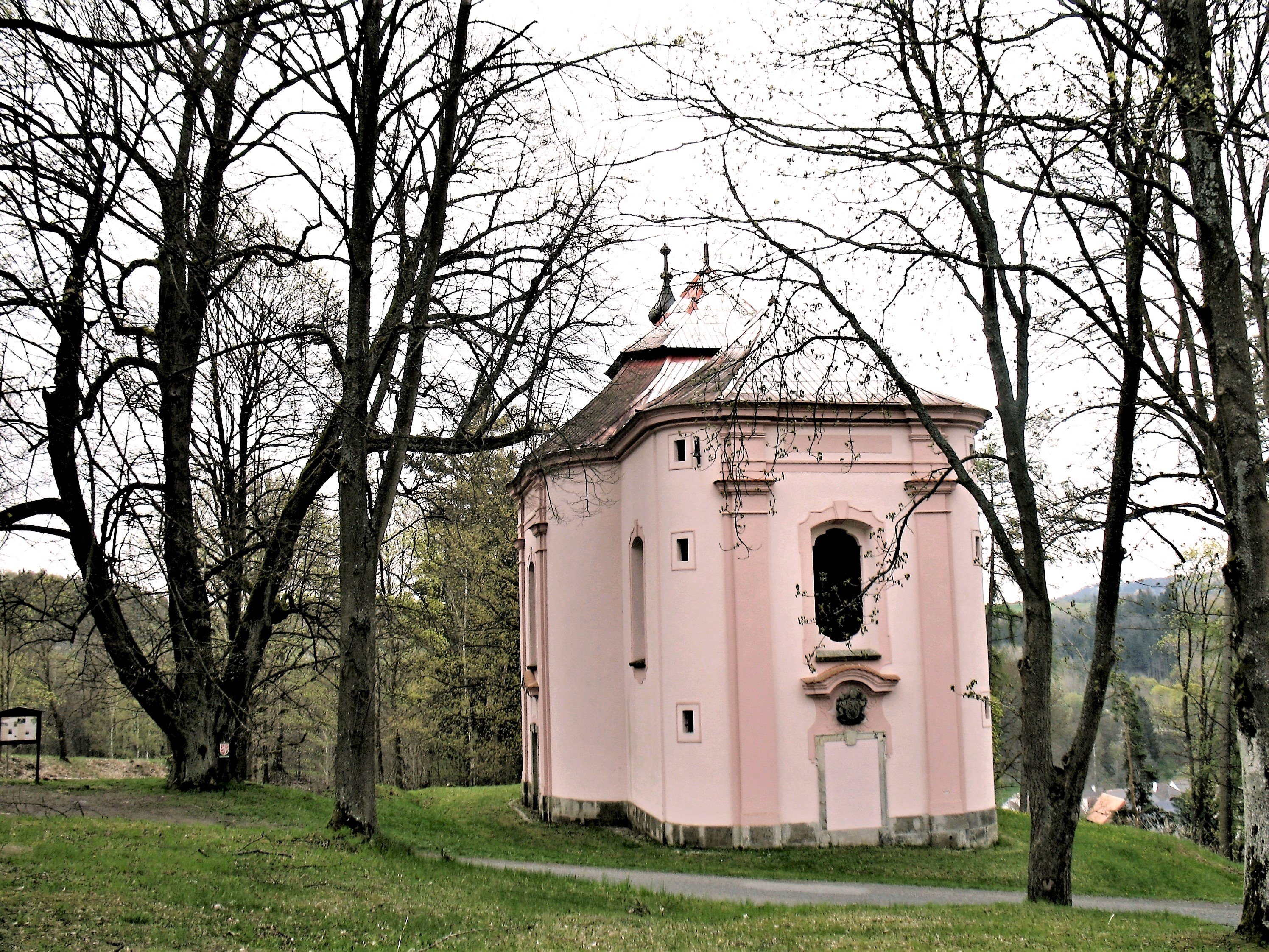
Kostel a památná lípa

Na západní straně k hlavnímu prostoru kostela přiléhá symetricky řešená předsíň se čtvercovým chórem neboli kruchtou v patře. Přízemí je zaklenuto stlačenou valenou klenbou s lunetami.Prostor chóru rovněž člení pilastry, nesoucí úseky kladí s valenou lunetovou klenbou. Střed této klenby tvoří vykrajované zrcadlo, v němž se nachází freska s výjevy ze života svatého Václava.
Vstupní průčelí kostela je členěno svazkovými pilastry, která nesou kladí a římsu. Po obou stranách přůčelí jsou na nárožích hladce omítnutá válcová tělesa, v nichž jsou ukrytá šneková schodiště, vedoucí na kůr. V ose přízemní části vstupního průčelí je pravoúhlý portál s klenákem. Nad ním je plochý štukový nástavec, v jehož středu je umístěn kamenný plastický znak tepelského kláštera s letopočtem „1747“ a monogramem „A. A. T.“, který odkazuje na tepelského opata Jeronýma Ambrose. Kamenný znak je nesený dvěma andílky a je doplněný opatskými insigniemi a třemi parožími.
Střecha kostela má tvar tří nízkých stanů. Na vrcholu prostředního z nich je kamenná kuželka, na níž je umístěna kovová svatozář, obklopující písmena „SW“.
V přilehlém parku, zhruba 12 metrů od severozápadní zdi kostela, roste mohutná lípa malolistá. Více než 200 let stará lípa s obvodem kmene 520 cm a výškou 36 metrů je od roku 2001 chráněná jako památný strom.

## Okolí kostela

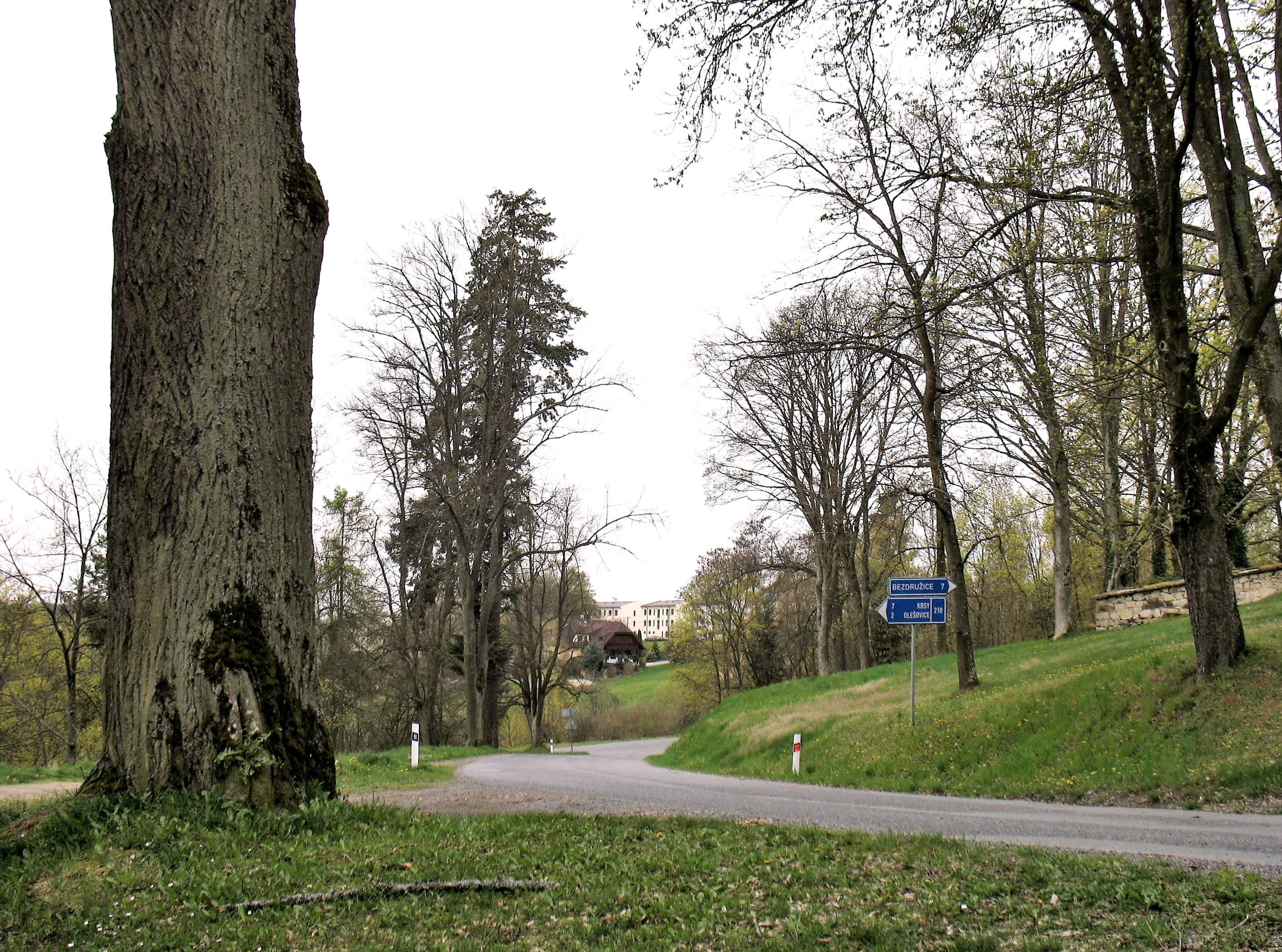
Rozcestí u hřbitova, v pozadí sídliště
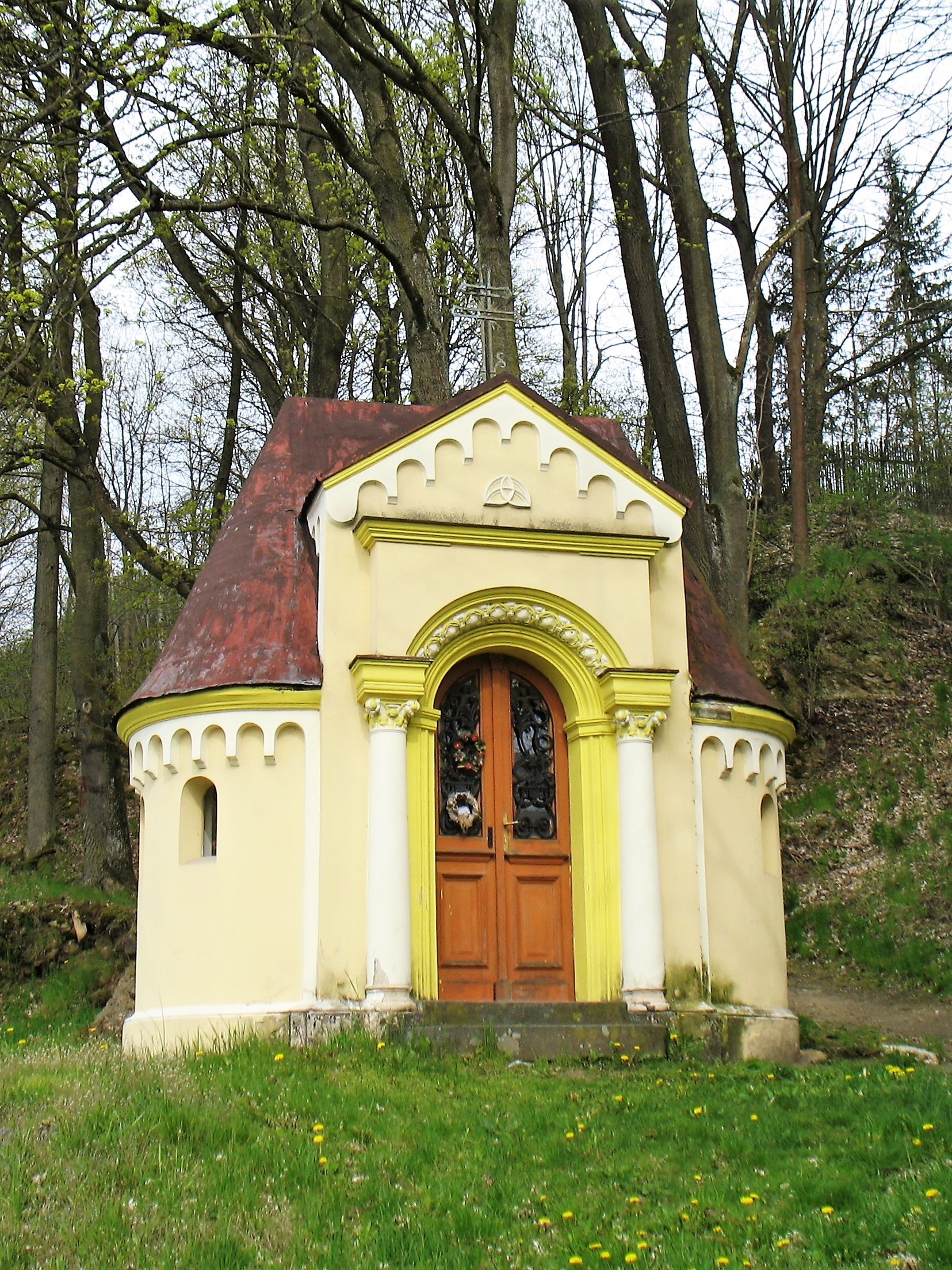
Novorománská kaple na dolním konce aleje
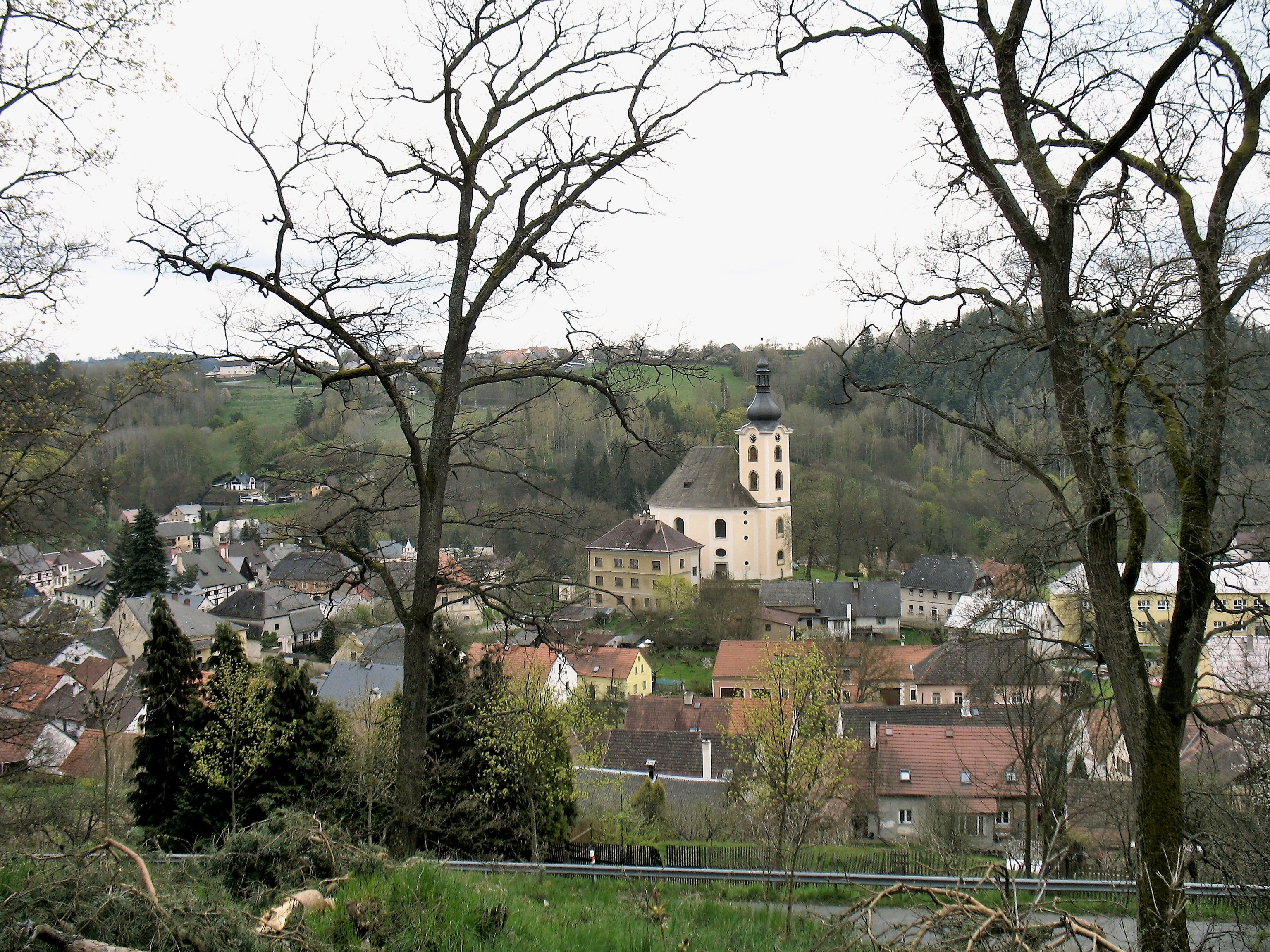
Výhled na město z návrší u kostela sv. Václava
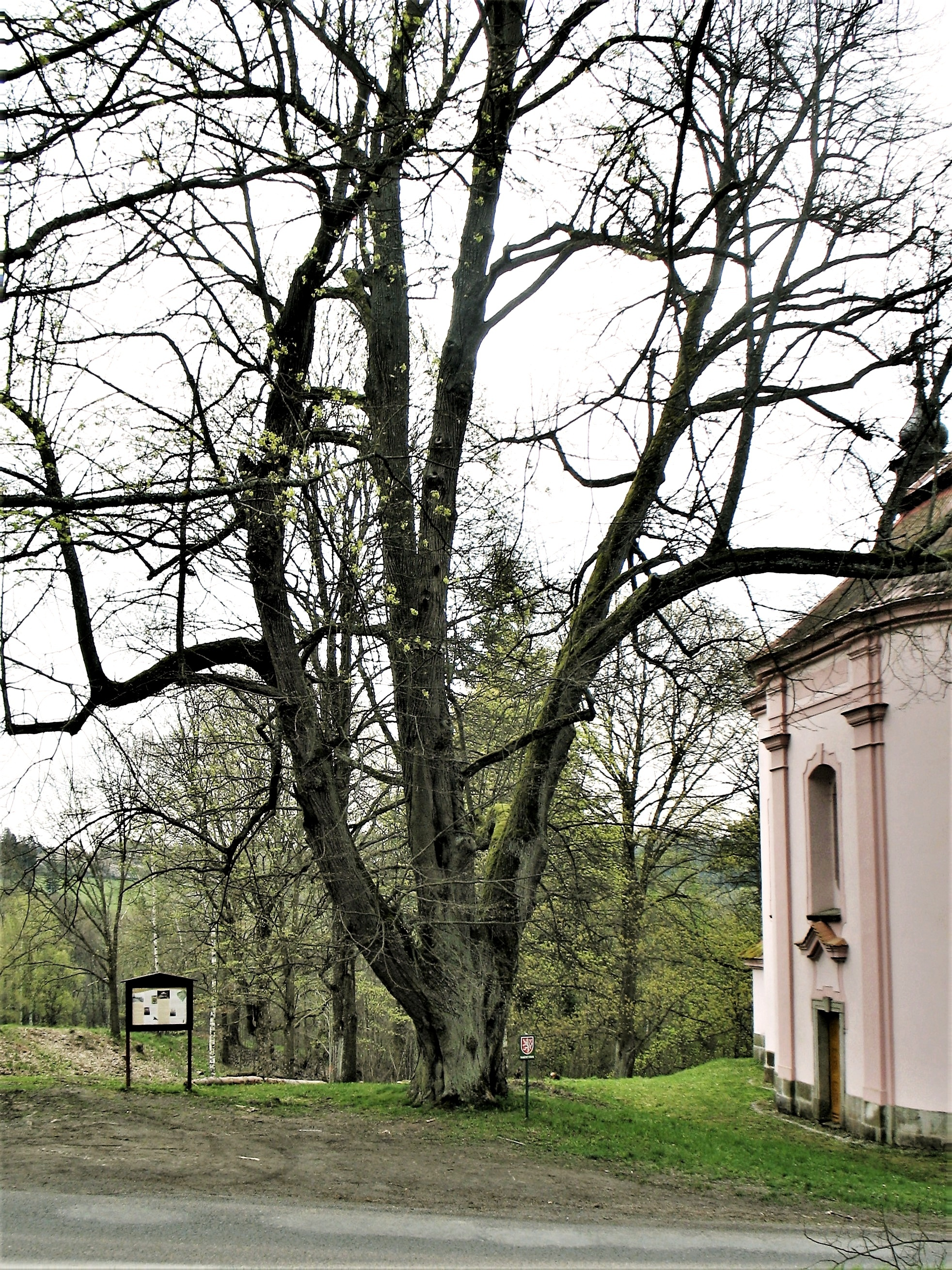
Památná lípa malolistá u kostela sv. Václava
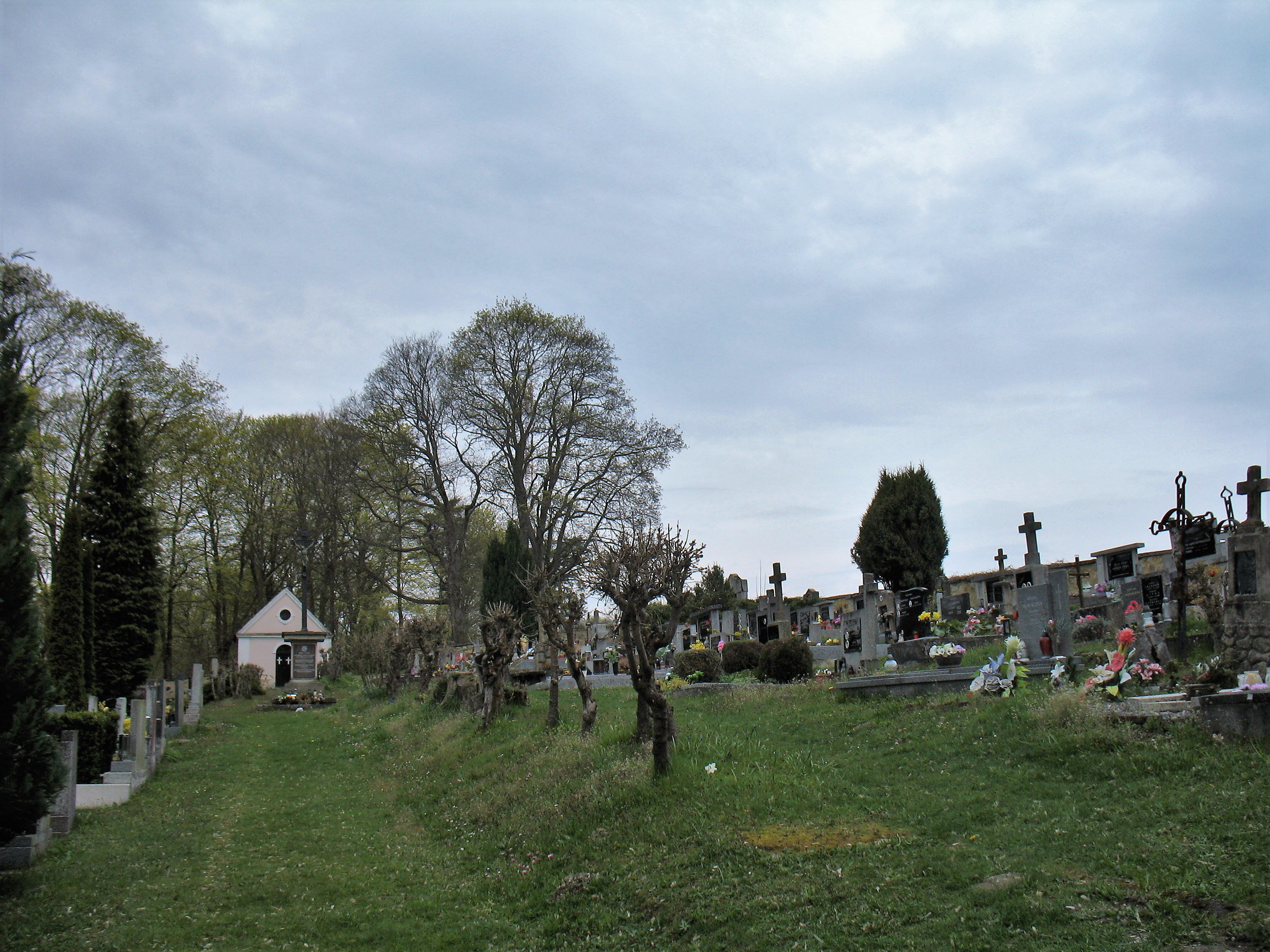
Úterský hřbitov